# Granowiec (stacja kolejowa)
Granowiec – stacja kolejowa w Granowcu, w Polsce, w województwie wielkopolskim, w powiecie ostrowskim, w gminie Sośnie. Stacja została otwarta w dniu 1 października 1910 roku. Położona jest na linii kolejowej z Ostrowa Wielkopolskiego do Grabowna Wielkiego. Stacja jest obsługiwana pociągami Polregio.

## Ruch pasażerski
| Rok  | Wymiana pasażerska na dobę |
| ---- | -------------------------- |
| 2017 | 10-19                      |
| 2022 | 20-49                      |